# Liste der Kulturdenkmale in Plön
In der Liste der Kulturdenkmale in Plön sind alle Kulturdenkmale der schleswig-holsteinischen Stadt Plön (Kreis Plön) und ihrer Ortsteile aufgelistet (Stand: 14. April 2025).

## Legende
In den Spalten befinden sich folgende Informationen:
- Objekt-ID: die Nummer des Kulturdenkmales
- Lage: die Adresse des Kulturdenkmales und die geographischen Koordinaten. Kartenansicht, um Koordinaten zu setzen. In der Kartenansicht sind Kulturdenkmale ohne Koordinaten mit einem roten Marker dargestellt und können in der Karte gesetzt werden. Kulturdenkmale ohne Bild sind mit einem blauen Marker gekennzeichnet, Kulturdenkmale mit Bild mit einem grünen Marker.
- Offizielle Bezeichnung: Bezeichnung des Kulturdenkmales
- Beschreibung: die Beschreibung des Kulturdenkmales
- Bild: ein Bild des Kulturdenkmales

## Sachgesamtheiten
| Objekt-ID      | Lage                                                                                                 | Offizielle Bezeichnung      | Beschreibung | Bild                             |
| -------------- | --- | --------------------------- | --- | -------------------------------- |
| 38086 Wikidata | Bahnhofstraße 5, Lütjenburger Straße (54° 9′ 35″ N, 10° 25′ 22″ O)                                   | Bahnhof Plön                | Bahnhof Plön; 1866, 1909; entlang der Bahnstrecke Kiel-Lübeck gelegenes Ensemble aus spätklassizistischem Bahnhofsgebäude von 1866 und zwei baugleichen Stellwerken von 1909 - Begründung: geschichtlich, künstlerisch, städtebaulich - Schutzumfang: Bahnhofsgebäude (Bahnhofstraße 5), Stellwerk „Plf“, Stellwerk „Plo“ (Lütjenburger Straße) | weitere Fotos \| Fotos hochladen |
| 38212 Wikidata | Eutiner Straße 50 (54° 9′ 38″ N, 10° 25′ 38″ O)                                                      | Alter Friedhof              | Alter Friedhof der ev. Gemeinde; 1807; Areal in Form eines rechtwinkligen Dreiecks mit netzartiger Erschließung, Kapelle von 1807, Drehkreuzen aus dem 17. Jh. sowie den Grabmalen bedeutender Plöner Bürger - Begründung: geschichtlich, künstlerisch, städtebaulich - Schutzumfang: Alter Friedhof, Friedhofskapelle, zwei Drehkreuze, zwei Backsteinpfeiler, Gedenksäule Graf v. Schmettow, Grabmal Bürgermeister Kinder, Gedenkstein B. Rieloff, Grabstein von 1812, Grabstein von 1807, Friedhofspforte (Südseite) | weitere Fotos \| Fotos hochladen |
| 39766 Wikidata | Johannisstraße 52 (54° 9′ 27″ N, 10° 24′ 43″ O)                                                      | Kirche St. Johannis         | Aktualisierung vorgesehen - Begründung: geschichtlich, künstlerisch, städtebaulich, Kulturlandschaft prägend - Schutzumfang: Kirche St. Johannis mit Ausstattung, Kirchhof, Grabmale bis 1870, Kastanienreihen, Grabplatte des Christian Gottlieb, sog. Schwarzer Trompeter | weitere Fotos \| Fotos hochladen |
| 13702 Wikidata | Kaserne Ruhleben 30, Kaserne Ruhleben (54° 8′ 54″ N, 10° 26′ 51″ O)                                  | Marineunteroffizierschule   | Marineunteroffizierschule; gegr. 1937/38; Ausbildungsstätte der Marine, stilistisch einheitlicher Kasernenkomplex aus langgestreckten zweigeschossigen Putzbauten mit Walmdächern in dunkler Pfannendeckung, teilweise platzbildend angeordnet verschiedene Funktionsgebäude (Sanitäts-, Stabs- und Lehrsaalgebäude, ehem. Offiziersheim, Waffenkammer und Wache) mit zentralem historischem Schiffsmast, zur Straße als Lehrsammlung genutztes kaiserzeitliches Wohnhaus, im Süden die ehem. St-Georg-Kapelle von 1950 - Begründung: geschichtlich, städtebaulich, Kulturlandschaft prägend - Schutzumfang: St.-Georg-Kapelle, Wache (Haus 1), ehem. Wohnhaus, Waffenkammer (Haus 6), Sanitätsgebäude (Haus 10), Lehrsaalgebäude (Haus 11), Stabsgebäude (Haus 12), ehem. Offiziersheim (Haus 44), Denkmal / Schiffsmast | BW                               |
| 38314 Wikidata | Koppelsberg 13, Koppelsberg (54° 9′ 1″ N, 10° 23′ 9″ O)                                              | Ehemaliger Landsitz Moll    | ehem. Landsitz Moll; ab 1910; Residenz des Kaufmanns Moll bestehend aus dem Haupthaus (1910–12), dem Familienmausoleum und dem weitläufigen Landhausgarten mit Kastanienallee - Begründung: geschichtlich, künstlerisch, städtebaulich, Kulturlandschaft prägend - Schutzumfang: ehem. Landsitz Moll, Mausoleum, Kastanienallee | Fotos hochladen                  |
| 40800 Wikidata | Markt 25, Markt (54° 9′ 29″ N, 10° 25′ 2″ O)                                                         | Nikolaikirche (Plön)        | Aktualisierung vorgesehen - Begründung: geschichtlich, künstlerisch, städtebaulich - Schutzumfang: Kirche St. Nikolai mit Ausstattung (Markt), Pastorat (Markt 25) | weitere Fotos \| Fotos hochladen |
| 38019          | Prinzenstraße (54° 9′ 28″ N, 10° 24′ 27″ O)                                                          | Ehrenmal Prinzenstraße Plön | Ehrenmal; von 1955; Ehrenmalanlage aus Bruchsteinmauern zum Gedenken an die Opfer des 2. WK, mit Soldatendenkmal zum 1. WK des Bildhauers Bernhard Butzke (1925), schlichtem Holzkreuz und historischem Lindenrondell aus dem 18. Jh. auf der Anhöhe der Biberhöhe - Begründung: geschichtlich, künstlerisch, städtebaulich, Kulturlandschaft prägend - Schutzumfang: Soldatendenkmal 1. Weltkrieg, Gedenkanlage 2. Weltkrieg, Holzkreuz auf der Biberhöhe, Lindenrondell auf der Biberhöhe, Grünanlage | BW                               |
| 39871          | Rodomstorstraße 15 (54° 9′ 40″ N, 10° 25′ 4″ O)                                                      | Rodomstorschule             | Rodomstorschule; ab 1908; Gebäudegruppe aus der ehem. Mädchenschule von 1908, nach dem 2. Weltkrieg nördlich erweitert, und der rückwärtigen Turnhalle aus den 1950er Jahren - Begründung: geschichtlich, städtebaulich - Schutzumfang: ehem. Mädchenschule (Rodomstorschule), Turnhalle | BW                               |
| 38271 Wikidata | Schlossberg 1, 2, 3, 4, 5, 6, 7, 10, 11, 12, Kaaktwiete 1, Schlossberg (54° 9′ 24″ N, 10° 24′ 50″ O) | Schlossberg Plön            | Schlossberg Plön mit Gänseliesel-Brunnen, Platzsituationen und angrenzender Bebauung; auf das 12./13. Jh. zurückgehend; von NO nach SW verlaufende historische Verbindung des Kirchplatzes mit der Anhöhe der ehem. Festung, heute Schloss, mit beidseitiger Bebauung, nach Süden weitgehend geschlossen, Wohn- und Verwaltungsgebäude überwiegend mit backsteinsichtigen Fassaden, einige Fachwerkgebäude, mit Pflasterung - Begründung: geschichtlich, künstlerisch, städtebaulich - Schutzumfang: Rathaus (Schloßberg 3), Rathaus (ehem. Gymnasium) (Schloßberg 4), Gänseliesel-Brunnen, Pflasterung (Schloßberg); Wohnhäuser (Kaaktwiete 1, Schlossberg 5, 6, 7, 11, 12), Wohn- und Geschäftshäuser (Schlossberg 1, 2, 10)                                                                                            | weitere Fotos \| Fotos hochladen |
| 39759          | Steinberg 1, 2 (54° 9′ 41″ N, 10° 27′ 3″ O)                                                          | Landhaus Sönksen            | Landhaus Sönksen; 1907, 1924; Landhausanlage des Kaufmanns C. H. E. Sönksen. Inmitten eines Nutzgartens das ursprüngliche Wohnhaus von 1907, eingeschossiger Putzbau mit reetgedecktem Krüppelwalmdach, später als Gärtnerhaus genutzt. Neubau von 1924 vierteiliges historisierendes Putzgebäude mit offenem Innenhof - Begründung: geschichtlich, künstlerisch, Kulturlandschaft prägend - Schutzumfang: Landhaus Sönksen (Steinberg 1); Wohnhaus Sönksen, Nutzgarten (Steinberg 2) | Fotos hochladen                  |
| 39739 Wikidata | Ölmühlenallee 2, 4, 6, Ölmühlenallee (54° 9′ 21″ N, 10° 27′ 5″ O)                                    | Ölmühle                     | Ölmühle; 1732, um 1900; Landhausanlage durch Graf Wulf von Plessen unter Verwendung von Gebäuden eines älteren Wassermühlengehöftes. Mit historischer Wassermühle von 1732, als Papiermühle durch den Plöner Herzog Friedrich Carl erbaut, und Mühlenscheune in Fachwerk. Überplanung des Geländes durch Ernst Prinz von 1906/1910 mit Landhaus, Gärtnerhaus und Nebengebäude sowie umgebenden Park- und Grünanlagen, mit Lindenallee als Verbindung zur Rautenbergstraße - Begründung: geschichtlich, künstlerisch, städtebaulich, Kulturlandschaft prägend - Schutzumfang: ehem. Ölmühle, Mühlengraben, Mühleninsel (Ölmühlenallee 4); ehem. Landhaus, ehem. Mühlenscheune, Parkanlage (Ölmühlenallee 6); ehem. Gärtnerhaus mit Nebengebäude (Ölmühlenallee 2), Lindenallee (Ölmühlenallee)                             | BW                               |

## Mehrheit von baulichen Anlagen
| Objekt-ID      | Lage                                                               | Offizielle Bezeichnung               | Beschreibung | Bild |
| -------------- | ------------------------------------------------------------------ | ------------------------------------ | --- | ---- |
| 5463 Wikidata  | Bahnhofstraße 12, 13, 14, 15, 16, 17 (54° 9′ 36″ N, 10° 25′ 20″ O) | Verkaufspavillons                    | Verkaufspavillons; 1925, 1948; gegenüber dem Plöner Bahnhof gelegene Reihe von sechs eingeschossigen traufständigen und verputzten Pavillonbauten in offener Bebauung - Begründung: geschichtlich, städtebaulich - Schutzumfang: Verkaufspavillons Bahnhofstraße 12, 13, 14, 15, 16, 17                                                        | BW   |
| 39803 Wikidata | Markt 17, Klosterstraße 1, 2 (54° 9′ 27″ N, 10° 25′ 0″ O)          | Baugruppe Klosterstraße 1-2/Markt 17 | Baugruppe Klosterstraße 1-2, ehem. Finanzamt (Markt 17); 19. Jh., 1927; Gebäudegruppe aus dem ehem. Finanzamt von 1927 und zwei angrenzenden Wohnhäusern, im Kern Fachwerkbauten des frühen 19. Jhs. - Begründung: geschichtlich, künstlerisch, städtebaulich - Schutzumfang: ehem. Finanzamt (Markt 17), zwei Wohnhäuser (Klosterstraße 1, 2) | BW   |

## Bauliche Anlagen
| Objekt-ID      | Lage                                                | Offizielle Bezeichnung                | Beschreibung | Bild                             |
| -------------- | --------------------------------------------------- | ------------------------------------- | --- | -------------------------------- |
| 7069 Wikidata  | Am Trammer See 16 (54° 10′ 0″ N, 10° 25′ 20″ O)     | Villa                                 | Alteintragung (Aktualisierung vorgesehen) - Begründung: geschichtlich, städtebaulich - Schutzumfang: gesamtes Objekt - Denkmaltyp: Bauliche Anlage | BW                               |
| 5462 Wikidata  | Bahnhofstraße 2 (54° 9′ 34″ N, 10° 25′ 15″ O)       | Postgebäude                           | Postgebäude; 1920; zweigeschossiger traufständiger Backsteinbau mit hohem pfannengedecktem Walmdach, Wandgliederung durch Rundbogenfelder und rustizierte Lisenen, bauzeitliche Gauben unterschiedlichen Formats - Begründung: geschichtlich, städtebaulich - Schutzumfang: gesamtes Objekt - Denkmaltyp: Bauliche Anlage | BW                               |
| 3114 Wikidata  | Bahnhofstraße 5 (54° 9′ 35″ N, 10° 25′ 21″ O)       | Bahnhofsgebäude                       | Alteintragung (Aktualisierung vorgesehen) - Begründung: geschichtlich, künstlerisch, städtebaulich - Schutzumfang: Alteintragung (Aktualisierung vorgesehen) - Denkmaltyp: Bauliche Anlage, Sachgesamtheit: Bahnhof Plön | weitere Fotos \| Fotos hochladen |
| 38096 Wikidata | Breitenaustraße 1 (54° 9′ 23″ N, 10° 26′ 21″ O)     | Breitenauschule                       | Breitenauschule; 1953/54; Kreisbaurat Göschel; schlichter ein- bis zweigeschossiger Backsteinbau mit zwei Baukörpern auf spitzwinkligem Grundriss, pfannengedeckte Satteldächer, sandfarbene Betonelemente und Tonreliefs mit Handwerkerdarstellungen - Begründung: geschichtlich, städtebaulich - Schutzumfang: gesamtes Objekt - Denkmaltyp: Bauliche Anlage | BW                               |
| 5464 Wikidata  | Eutiner Straße 4 (54° 9′ 35″ N, 10° 25′ 32″ O)      | Ehemalige hydrobiologische Station    | ehemalige hydrobiologische Station; 1891; zweigeschossiger Backsteinbau mit hohem Putzsockel, Drempel und pfannengedecktem Satteldach, südliche Querachse vorgezogen, Mittelteil als Turm erhöht - Begründung: geschichtlich, wissenschaftlich, städtebaulich - Schutzumfang: gesamtes Objekt - Denkmaltyp: Bauliche Anlage | weitere Fotos \| Fotos hochladen |
| 38106 Wikidata | Eutiner Straße 14 (54° 9′ 33″ N, 10° 25′ 50″ O)     | Wohnhaus                              | Wohnhaus; 1899; ein- bis zweigeschossiger Putzbau auf hohem Sockel mit pfannengedecktem Kurzwalmdach und Backsteingliederung, zweigeschossiger Risalit mit Satteldach und Fachwerk - Begründung: geschichtlich, städtebaulich - Schutzumfang: gesamtes Objekt - Denkmaltyp: Bauliche Anlage | BW                               |
| 3524 Wikidata  | Eutiner Straße 50 (54° 9′ 38″ N, 10° 25′ 39″ O)     | Gedenksäule Graf v. Schmettow         | Alteintragung (Aktualisierung vorgesehen) - Begründung: geschichtlich, künstlerisch - Schutzumfang: Alteintragung (Aktualisierung vorgesehen) - Denkmaltyp: Bauliche Anlage, Sachgesamtheit: Alter Friedhof | Fotos hochladen                  |
| 5465 Wikidata  | Eutiner Straße 50 (54° 9′ 37″ N, 10° 25′ 32″ O)     | Friedhofskapelle                      | Alteintragung (Aktualisierung vorgesehen) - Begründung: geschichtlich, künstlerisch, städtebaulich - Schutzumfang: Alteintragung (Aktualisierung vorgesehen) - Denkmaltyp: Bauliche Anlage, Sachgesamtheit: Alter Friedhof | Fotos hochladen                  |
| 5472 Wikidata  | Hamburger Straße 1 (54° 9′ 27″ N, 10° 24′ 42″ O)    | Verwaltungsgebäude                    | Alteintragung (Aktualisierung vorgesehen) - Begründung: geschichtlich, künstlerisch, städtebaulich - Schutzumfang: gesamtes Objekt - Denkmaltyp: Bauliche Anlage | BW                               |
| 5476           | Hamburger Straße 7 (54° 9′ 24″ N, 10° 24′ 36″ O)    | Wohnhaus                              | Wohnhaus und Amtssitz von Bürgermeister Kinder; 1895; zweigeschossiger giebelständiger Backsteinbau auf hohem Putzsockel mit Satteldach, zeittypische Backsteinornamentik mit Betonung der Mittelachse - Begründung: geschichtlich, städtebaulich - Schutzumfang: gesamtes Objekt - Denkmaltyp: Bauliche Anlage | BW                               |
| 5477 Wikidata  | Hamburger Straße 18 (54° 9′ 21″ N, 10° 24′ 27″ O)   | Ehemalige Lungenheilstätte            | ehem. Lungenheilstätte des Johanniterordens; 1881, 1913, 1928; im Kern zweigeschossiger Putzbau mit Satteldach und Backsteingliederung, 1913 zwei Anbauten in Backstein durch Ernst Prinz, nach Norden mit Schweifgiebeln, nach Süden mit geschwungenem Walmdach, nördlich schlichter Anbau von 1928 - Begründung: geschichtlich, städtebaulich - Schutzumfang: gesamtes Äußeres - Denkmaltyp: Bauliche Anlage                                                                                      | BW                               |
| 5478 Wikidata  | Hamburger Straße 32 (54° 9′ 26″ N, 10° 24′ 42″ O)   | Ehemalige Pestalozzi-Schule           | Alteintragung (Aktualisierung vorgesehen) - Begründung: geschichtlich, künstlerisch, städtebaulich - Schutzumfang: gesamtes Objekt - Denkmaltyp: Bauliche Anlage | BW                               |
| 37813 Wikidata | Hans-Adolf-Straße 36 (54° 9′ 29″ N, 10° 24′ 36″ O)  | Wohnhaus                              | Wohnhaus; um 1900; zweigeschossiger traufständiger Backsteinbau mit schiefergedeckten Satteldächern, seitliche Risalite und angesetzter Eingangsbereich, Gliederungs- und Zierelemente in Putz - Begründung: geschichtlich, städtebaulich - Schutzumfang: gesamtes Objekt - Denkmaltyp: Bauliche Anlage | BW                               |
| 3525 Wikidata  | Johannisstraße 1 (54° 9′ 29″ N, 10° 24′ 45″ O)      | Museum (ehem. Witwenpalais)           | Alteintragung (Aktualisierung vorgesehen) - Begründung: geschichtlich, künstlerisch, städtebaulich - Schutzumfang: gesamtes Objekt - Denkmaltyp: Bauliche Anlage | Fotos hochladen                  |
| 8972 Wikidata  | Johannisstraße 5 (54° 9′ 30″ N, 10° 24′ 41″ O)      | Wohnhaus (Ehem. Apotheke)             | Alteintragung (Aktualisierung vorgesehen) - Begründung: geschichtlich, künstlerisch, städtebaulich - Schutzumfang: gesamtes Objekt - Denkmaltyp: Bauliche Anlage | BW                               |
| 5489 Wikidata  | Johannisstraße 45 (54° 9′ 31″ N, 10° 24′ 38″ O)     | Wohn- und Geschäftshaus               | Wohn- und Geschäftshaus; 1907; zweigeschossiger Backsteinbau in Ecklage mit schiefergedecktem Mansarddach, Ecktürmchen und übergiebeltem seitlichen Risalit, Fassadenbänderung in Putz und glasiertem Ziegel, mit ehem. Kaffeerösterei - Begründung: geschichtlich, städtebaulich - Schutzumfang: Wohn- und Geschäftshaus, ehem. Kaffeerösterei - Denkmaltyp: Bauliche Anlage | BW                               |
| 5490 Wikidata  | Johannisstraße 49 (54° 9′ 29″ N, 10° 24′ 41″ O)     | Wohnhaus                              | Alteintragung (Aktualisierung vorgesehen) - Begründung: geschichtlich, künstlerisch, städtebaulich - Schutzumfang: gesamtes Objekt - Denkmaltyp: Bauliche Anlage | BW                               |
| 5491 Wikidata  | Johannisstraße 50 (54° 9′ 29″ N, 10° 24′ 41″ O)     | Wohn- und Geschäftshaus               | Alteintragung (Aktualisierung vorgesehen) - Begründung: geschichtlich, künstlerisch, städtebaulich - Schutzumfang: gesamtes Objekt - Denkmaltyp: Bauliche Anlage | BW                               |
| 3526 Wikidata  | Johannisstraße 52 (54° 9′ 28″ N, 10° 24′ 43″ O)     | Kirche St. Johannis mit Ausstattung   | Alteintragung (Aktualisierung vorgesehen) - Begründung: geschichtlich, künstlerisch, städtebaulich - Schutzumfang: gesamtes Objekt - Denkmaltyp: Bauliche Anlage, Sachgesamtheit: Kirche St. Johannis | weitere Fotos \| Fotos hochladen |
| 38093 Wikidata | Kaaktwiete 1 (54° 9′ 28″ N, 10° 24′ 57″ O)          | Wohnhaus                              | Wohnhaus; 1. Hälfte 19. Jh.; zweigeschossiger, zur Kaaktwiete giebelständiger Backsteinbau mit fünf Achsen und pfannengedecktem Satteldach, in Hanglage errichtet mit schlichter Bänderung und Putzsockel - Begründung: geschichtlich, städtebaulich - Schutzumfang: gesamtes Objekt - Denkmaltyp: Bauliche Anlage, Sachgesamtheit: Schlossberg Plön | BW                               |
| 37962 Wikidata | Kannegießerberg 10 (54° 9′ 40″ N, 10° 25′ 16″ O)    | Ehemalige Warteschule                 | ehem. Warteschule; 1896; eingeschossiger Backsteinbau auf winkelförmigem Grundriss mit flachziegelgedecktem Satteldach, übergiebeltem Mittelrisalit und Putzsockel - Begründung: geschichtlich, städtebaulich - Schutzumfang: gesamtes Objekt - Denkmaltyp: Bauliche Anlage | BW                               |
| 38085 Wikidata | Koppelsberg 13 (54° 9′ 1″ N, 10° 23′ 9″ O)          | Landhaus Moll                         | ehem. Landhaus Moll; 1912; eingeschossiger Breitbau in Putz mit pfannengedeckten Walm- und Mansarddächern und übergiebeltem Mittelrisalit - Begründung: geschichtlich, städtebaulich - Schutzumfang: gesamtes Objekt - Denkmaltyp: Bauliche Anlage, Sachgesamtheit: ehem. Landsitz Moll | Fotos hochladen                  |
| 38312 Wikidata | Koppelsberg (54° 9′ 2″ N, 10° 23′ 3″ O)             | Mausoleum                             | Mausoleum der Familie Moll; 1925; eingeschossiger Zentralbau aus Sandstein mit kannelierten Eckpilastern und geschwungenem kuppelartigem Walmdach, im Innern die Urnen der Familienmitglieder - Begründung: geschichtlich, künstlerisch - Schutzumfang: gesamtes Objekt - Denkmaltyp: Bauliche Anlage, Sachgesamtheit: ehem. Landsitz Moll | Fotos hochladen                  |
| 3528 Wikidata  | Krabbe 12–15 (54° 9′ 40″ N, 10° 25′ 19″ O)          | Langereihekate „12 Apostel“           | Alteintragung (Aktualisierung vorgesehen) - Begründung: geschichtlich, künstlerisch, städtebaulich - Schutzumfang: gesamtes Äußeres - Denkmaltyp: Bauliche Anlage | BW                               |
| 5502 Wikidata  | Krabbe 17 (54° 9′ 42″ N, 10° 25′ 16″ O)             | Ehemaliges Hospital                   | Alteintragung (Aktualisierung vorgesehen) - Begründung: geschichtlich, künstlerisch, städtebaulich - Schutzumfang: gesamtes Objekt - Denkmaltyp: Bauliche Anlage | BW                               |
| 5528 Wikidata  | Langenbusch (54° 10′ 4″ N, 10° 25′ 43″ O)           | Parnaßturm                            | Bei dem Turm handelt sich um einen auf einem Steinsockel errichteten offenen Stahlfachwerkturm mit einer Aussichtsplattform in 20 Meter Höhe. Der Turm wurde 1888 vom Plöner Verschönerungsverein errichtet. Nach einer Renovierung 1985 ist er heute als Aussichtsturm geöffnet. Alteintragung (Aktualisierung vorgesehen) - Begründung: geschichtlich, künstlerisch, städtebaulich - Schutzumfang: gesamtes Objekt - Denkmaltyp: Bauliche Anlage                                                  | weitere Fotos \| Fotos hochladen |
| 5503 Wikidata  | Lange Straße 1 (54° 9′ 29″ N, 10° 24′ 58″ O)        | Hof-Apotheke                          | Alteintragung (Aktualisierung vorgesehen) - Begründung: geschichtlich, künstlerisch, städtebaulich - Schutzumfang: gesamtes Äußeres - Denkmaltyp: Bauliche Anlage | BW                               |
| 5622 Wikidata  | Lange Straße 42 (54° 9′ 28″ N, 10° 24′ 54″ O)       | Wohn- und Geschäftshaus               | Wohn- und Geschäftshaus; um 1800, Ende 19. Jh.; zweigeschossiger traufständiger Fachwerkbau mit pfannengedecktem Satteldach und seitlicher zweigeschossiger Utlucht, Erdgeschossfront geputzt - Begründung: geschichtlich, städtebaulich - Schutzumfang: gesamtes Objekt - Denkmaltyp: Bauliche Anlage | BW                               |
| 37861 Wikidata | Lange Straße 55 (54° 9′ 29″ N, 10° 24′ 58″ O)       | Wohn- und Geschäftshaus               | Wohn- und Geschäftshaus; 1949/50; zweigeschossiger giebelständiger Backsteinbau mit pfannengedecktem Satteldach, Erker mit Betonfachwerk und Zierausfachungen, rundbogiger Durchgang zur Kaaktwiete - Begründung: geschichtlich, städtebaulich - Schutzumfang: gesamtes Objekt - Denkmaltyp: Bauliche Anlage | BW                               |
| 5509 Wikidata  | Lübecker Straße 4 (54° 9′ 34″ N, 10° 25′ 8″ O)      | Wohn- und Geschäftshaus               | Alteintragung (Aktualisierung vorgesehen) - Begründung: Alteintragung (Aktualisierung vorgesehen) - Schutzumfang: Alteintragung (Aktualisierung vorgesehen) - Denkmaltyp: Bauliche Anlage | BW                               |
| 27258 Wikidata | Lübecker Straße 4 (54° 9′ 34″ N, 10° 25′ 9″ O)      | Vorterrasse mit Geländer              | Alteintragung (Aktualisierung vorgesehen) - Begründung: Alteintragung (Aktualisierung vorgesehen) - Schutzumfang: Alteintragung (Aktualisierung vorgesehen) - Denkmaltyp: Bauliche Anlage | BW                               |
| 5511 Wikidata  | Lübecker Straße 9 (54° 9′ 33″ N, 10° 25′ 7″ O)      | Wohn- und Wirtschaftsgebäude          | Alteintragung (Aktualisierung vorgesehen) - Begründung: geschichtlich, städtebaulich - Schutzumfang: gesamtes Objekt - Denkmaltyp: Bauliche Anlage | BW                               |
| 8975 Wikidata  | Lübecker Straße (54° 9′ 32″ N, 10° 25′ 8″ O)        | Monogrammtafeln an der Brücke         | Alteintragung (Aktualisierung vorgesehen) - Begründung: geschichtlich, wissenschaftlich, künstlerisch - Schutzumfang: gesamtes Objekt - Denkmaltyp: Bauliche Anlage | weitere Fotos \| Fotos hochladen |
| 5514           | Markt 9 (54° 9′ 30″ N, 10° 25′ 2″ O)                | Wohn- und Geschäftshaus               | Wohn- und Geschäftshaus; 1927; dreigeschossiger giebelständiger Backsteinbau mit pfannengedecktem Satteldach, geschweiftem Stufengiebel und seitlichem Durchgang - Begründung: geschichtlich, städtebaulich - Schutzumfang: gesamtes Objekt - Denkmaltyp: Bauliche Anlage | BW                               |
| 5518 Wikidata  | Markt 17 (54° 9′ 28″ N, 10° 24′ 59″ O)              | Ehemaliges Finanzamt                  | Alteintragung (Aktualisierung vorgesehen) - Begründung: geschichtlich, künstlerisch, städtebaulich - Schutzumfang: gesamtes Objekt - Denkmaltyp: Bauliche Anlage, Mehrheit von baulichen Anlagen: Baugruppe Klosterstraße 1-2/Markt 17 | BW                               |
| 37824          | Markt 24 (54° 9′ 27″ N, 10° 25′ 1″ O)               | ehem. Compastorenhaus                 | ehem. Compastorenhaus; 1906; Kirchenbaumeister Wilhelm Voigt; zweigeschossiger traufständiger Backsteinbau mit teilweise abgewalmtem Satteldach, aus der Mitte versetzter breiter, übergiebelter Risalit - Begründung: geschichtlich, städtebaulich - Schutzumfang: gesamtes Objekt - Denkmaltyp: Bauliche Anlage | BW                               |
| 3529 Wikidata  | Markt 25 (54° 9′ 28″ N, 10° 25′ 4″ O)               | Pastorat                              | Alteintragung (Aktualisierung vorgesehen) - Begründung: geschichtlich, städtebaulich - Schutzumfang: Alteintragung (Aktualisierung vorgesehen) - Denkmaltyp: Bauliche Anlage, Sachgesamtheit: Kirche St. Nikolai | BW                               |
| 3527 Wikidata  | Markt (54° 9′ 29″ N, 10° 25′ 2″ O)                  | Kirche St. Nikolai mit Ausstattung    | Alteintragung (Aktualisierung vorgesehen) - Begründung: geschichtlich, künstlerisch, städtebaulich - Schutzumfang: gesamtes Objekt - Denkmaltyp: Bauliche Anlage, Sachgesamtheit: Kirche St. Nikolai | weitere Fotos \| Fotos hochladen |
| 37826          | Markt (54° 9′ 30″ N, 10° 25′ 3″ O)                  | „Der Angler“ von Karlheinz Goedtke    | Freiplastik „Der Angler“; von 1963; Künstler: Karlheinz Goedtke; im Zusammenhang mit dem Sparkassenneubau errichtete Freiplastik, als Bronzeguss geschaffene Fischerfigur auf einem Findling - Begründung: geschichtlich, künstlerisch, städtebaulich - Schutzumfang: gesamtes Objekt - Denkmaltyp: Bauliche Anlage | BW                               |
| 20654 Wikidata | Ölmühlenallee 2 (54° 9′ 21″ N, 10° 27′ 3″ O)        | Ehemaliges Gärtnerhaus                | Alteintragung (Aktualisierung vorgesehen) - Begründung: geschichtlich, künstlerisch, städtebaulich - Schutzumfang: gesamtes Objekt - Denkmaltyp: Bauliche Anlage, Sachgesamtheit: Ölmühle | BW                               |
| 20655 Wikidata | Ölmühlenallee 2 (54° 9′ 21″ N, 10° 27′ 2″ O)        | Nebengebäude                          | Alteintragung (Aktualisierung vorgesehen) - Begründung: geschichtlich, städtebaulich - Schutzumfang: gesamtes Objekt - Denkmaltyp: Bauliche Anlage, Sachgesamtheit: Ölmühle | BW                               |
| 20656 Wikidata | Ölmühlenallee 4 (54° 9′ 23″ N, 10° 27′ 8″ O)        | Ehemalige Ölmühle                     | Alteintragung (Aktualisierung vorgesehen) - Begründung: geschichtlich, städtebaulich, Kulturlandschaft prägend - Schutzumfang: gesamtes Objekt - Denkmaltyp: Bauliche Anlage, Sachgesamtheit: Ölmühle | BW                               |
| 20657 Wikidata | Ölmühlenallee 4 (54° 9′ 22″ N, 10° 27′ 8″ O)        | Mühlengraben                          | Alteintragung (Aktualisierung vorgesehen) - Begründung: geschichtlich, städtebaulich, Kulturlandschaft prägend - Schutzumfang: gesamtes Objekt - Denkmaltyp: Bauliche Anlage, Sachgesamtheit: Ölmühle | BW                               |
| 20658 Wikidata | Ölmühlenallee 4 (54° 9′ 21″ N, 10° 27′ 7″ O)        | Mühleninsel                           | Alteintragung (Aktualisierung vorgesehen) - Begründung: geschichtlich, städtebaulich, Kulturlandschaft prägend - Schutzumfang: gesamtes Objekt - Denkmaltyp: Bauliche Anlage, Sachgesamtheit: Ölmühle | BW                               |
| 20659 Wikidata | Ölmühlenallee 6 (54° 9′ 24″ N, 10° 27′ 9″ O)        | Ehemaliges Landhaus                   | Alteintragung (Aktualisierung vorgesehen) - Begründung: geschichtlich, künstlerisch, städtebaulich - Schutzumfang: gesamtes Objekt - Denkmaltyp: Bauliche Anlage, Sachgesamtheit: Ölmühle | BW                               |
| 20660 Wikidata | Ölmühlenallee 6 (54° 9′ 22″ N, 10° 27′ 9″ O)        | Ehemalige Mühlenscheune               | Alteintragung (Aktualisierung vorgesehen) - Begründung: geschichtlich, Kulturlandschaft prägend - Schutzumfang: gesamtes Objekt - Denkmaltyp: Bauliche Anlage, Sachgesamtheit: Ölmühle | BW                               |
| 38014 Wikidata | Prinzenstraße 8 (54° 9′ 30″ N, 10° 24′ 21″ O)       | Ehemaliges Auguste-Viktoria-Gymnasium | ehem. Kaiserin-Auguste-Viktoria-Gymnasium; 1888, 1930; Brinkmann u. Lohr; zweigeschossiger traufständiger Backsteinbau mit pfannengedeckten Walmdächern, Zwerchhäusern und breiten Gauben, reduzierte neogotische Elemente nach Kriegszerstörung, nach Westen Anbau von 1930, mit Ehrenmal - Begründung: geschichtlich, städtebaulich - Schutzumfang: ehem. Kaiserin-Auguste-Viktoria-Gymnasium, Ehrenmal für die gefallenen Schüler und Lehrer des Plöner Gymnasiums - Denkmaltyp: Bauliche Anlage | BW                               |
| 38061 Wikidata | Prinzenstraße 15 (54° 9′ 28″ N, 10° 24′ 21″ O)      | Wohnhaus                              | Wohnhaus; 1901; Architekt: Carl Hinckelmann; eingeschossiger Putzbau mit backsteinsichtigem Hochparterre und pfannengedeckten Sattel- und Kurzwalmdächern, nach Osten übergiebelter Querbau mit Zierfachwerk - Begründung: geschichtlich, städtebaulich - Schutzumfang: gesamtes Objekt - Denkmaltyp: Bauliche Anlage | BW                               |
| 38149 Wikidata | Rautenbergstraße 1 b (54° 9′ 31″ N, 10° 26′ 4″ O)   | Villa                                 | Villa; 1912; Bauherr: August Wulff; eingeschossiger giebelständiger Putzbau mit pfannengedecktem Mansarddach und seitlichem übergiebeltem Zwerchhaus mit Balkon über halbrundem Standerker - Begründung: geschichtlich, städtebaulich - Schutzumfang: gesamtes Objekt - Denkmaltyp: Bauliche Anlage | BW                               |
| 38150 Wikidata | Rautenbergstraße 2 a (54° 9′ 31″ N, 10° 26′ 7″ O)   | Villa                                 | Wohnhaus; um 1910; eingeschossiger traufständiger Putzbau auf hohem Putzsockel mit pfannengedecktem Walmdach und mittigem polygonalem übergiebeltem Zwerchhaus mit Inschrift - Begründung: geschichtlich, städtebaulich - Schutzumfang: gesamtes Objekt - Denkmaltyp: Bauliche Anlage | BW                               |
| 13810 Wikidata | Rautenbergstraße 21 (54° 9′ 21″ N, 10° 26′ 37″ O)   | Villa                                 | Alteintragung (Aktualisierung vorgesehen) - Begründung: geschichtlich, künstlerisch - Schutzumfang: gesamtes Objekt - Denkmaltyp: Bauliche Anlage | BW                               |
| 13809 Wikidata | Rautenbergstraße 22 (54° 9′ 21″ N, 10° 26′ 38″ O)   | Villa                                 | Alteintragung (Aktualisierung vorgesehen) - Begründung: geschichtlich, städtebaulich - Schutzumfang: gesamtes Objekt - Denkmaltyp: Bauliche Anlage | BW                               |
| 38158 Wikidata | Rautenbergstraße 51 (54° 9′ 32″ N, 10° 26′ 9″ O)    | Wohn- und Geschäftshaus               | Wohn- und Geschäftshaus; 1920er Jahre; zweigeschossiger traufständiger Backsteinbau mit pfannengedecktem Walmdach, nach Westen eingeschossiger Anbau mit Balkon - Begründung: geschichtlich, städtebaulich - Schutzumfang: gesamtes Objekt - Denkmaltyp: Bauliche Anlage | BW                               |
| 28228 Wikidata | Rautenbergstraße 56 (54° 9′ 34″ N, 10° 26′ 2″ O)    | Villa Sioli                           | sog. Villa Sioli; 1909; Bauherr: Karl Schümann; eingeschossiger traufständiger Putzbau mit Mansardwalmdach und großer polygonaler Dachgaube über offenem Eingangsbereich - Begründung: geschichtlich, wissenschaftlich, städtebaulich - Schutzumfang: gesamtes Objekt - Denkmaltyp: Bauliche Anlage | BW                               |
| 37953          | Rodomstorstraße 15 (54° 9′ 40″ N, 10° 25′ 4″ O)     | ehem. Mädchenschule (Rodomstorschule) | ehem. Mädchenschule; 1900–1908, 1949–50; zwei- bis dreigeschossiger Backsteinbau mit pfannengedecktem Walmdach, rückwärtig zwei Seitenflügel, nach Norden Erweiterungsbau von 1949/50, mit Turnhalle - Begründung: geschichtlich, städtebaulich - Schutzumfang: gesamtes Objekt - Denkmaltyp: Bauliche Anlage, Sachgesamtheit: Rodomstorschule | BW                               |
| 38121          | Rosenstraße 1 - 1a (54° 9′ 31″ N, 10° 25′ 54″ O)    | Wohnhaus                              | Doppelwohnhaus; 1938; zweigeschossiger traufständiger Putzbau mit pfannengedecktem Walmdach und akzentuierender Sandsteinrahmung der Haustür, Wohnhaus mit Kommandeurswohnungen der Plöner Marine - Begründung: geschichtlich, städtebaulich - Schutzumfang: gesamtes Objekt - Denkmaltyp: Bauliche Anlage | BW                               |
| 38130          | Rosenstraße 11 (54° 9′ 24″ N, 10° 25′ 51″ O)        | Wohnhaus                              | Wohnhaus; 1930; Planer Heinrich Bünning; eingeschossiger giebelständiger Backsteinbau mit expressionistischem Duktus, pfannengedecktes Satteldach, liegende Fenster mit Backsteinrahmung, bauzeitliche Gauben, nördlich Anbau mit Eingangsbereich - Begründung: geschichtlich, städtebaulich - Schutzumfang: gesamtes Objekt - Denkmaltyp: Bauliche Anlage | BW                               |
| 3531 Wikidata  | Scharweg 12 a (54° 9′ 22″ N, 10° 26′ 9″ O)          | Wasserturm                            | ehem. Wasserturm; von 1913; Fa. Carl Francke; 43 Meter hoher Wasserturm mit Ziegelfassade, betonierter Galerie und schieferverkleidetem Wasserbehälter - Begründung: geschichtlich, städtebaulich, technisch - Schutzumfang: gesamtes Objekt - Denkmaltyp: Bauliche Anlage | Fotos hochladen                  |
| 5519 Wikidata  | Schlossberg 1 (54° 9′ 28″ N, 10° 24′ 58″ O)         | Wohn- und Geschäftshaus               | Alteintragung (Aktualisierung vorgesehen) - Begründung: geschichtlich, städtebaulich - Schutzumfang: gesamtes Objekt - Denkmaltyp: Bauliche Anlage, Sachgesamtheit: Schlossberg Plön | BW                               |
| 5520 Wikidata  | Schlossberg 2 (54° 9′ 28″ N, 10° 24′ 57″ O)         | Wohn- und Geschäftshaus               | Alteintragung (Aktualisierung vorgesehen) - Begründung: geschichtlich, städtebaulich - Schutzumfang: gesamtes Objekt - Denkmaltyp: Bauliche Anlage, Sachgesamtheit: Schlossberg Plön | BW                               |
| 3530 Wikidata  | Schlossberg 3 (54° 9′ 27″ N, 10° 24′ 57″ O)         | Rathaus                               | Alteintragung (Aktualisierung vorgesehen) - Begründung: geschichtlich, städtebaulich - Schutzumfang: gesamtes Objekt - Denkmaltyp: Bauliche Anlage, Sachgesamtheit: Schlossberg Plön | BW                               |
| 5521 Wikidata  | Schlossberg 4 (54° 9′ 27″ N, 10° 24′ 56″ O)         | Rathaus (ehem. Gymnasium)             | Alteintragung (Aktualisierung vorgesehen) - Begründung: geschichtlich, künstlerisch, städtebaulich - Schutzumfang: gesamtes Objekt - Denkmaltyp: Bauliche Anlage, Sachgesamtheit: Schlossberg Plön | weitere Fotos \| Fotos hochladen |
| 5522 Wikidata  | Schlossberg 5 (54° 9′ 26″ N, 10° 24′ 55″ O)         | Wohnhaus                              | Alteintragung (Aktualisierung vorgesehen) - Begründung: geschichtlich, städtebaulich - Schutzumfang: gesamtes Objekt - Denkmaltyp: Bauliche Anlage, Sachgesamtheit: Schlossberg Plön | BW                               |
| 5523 Wikidata  | Schlossberg 7 (54° 9′ 26″ N, 10° 24′ 56″ O)         | Wohnhaus                              | Alteintragung (Aktualisierung vorgesehen) - Begründung: geschichtlich, städtebaulich - Schutzumfang: gesamtes Objekt - Denkmaltyp: Bauliche Anlage, Sachgesamtheit: Schlossberg Plön | BW                               |
| 31265 Wikidata | Schlossberg (54° 9′ 27″ N, 10° 24′ 57″ O)           | Gänseliesel-Brunnen                   | Gänseliesel-Brunnen; 1922; Bildhauer Bernhard Butzke; Brunnen mit Gänseliesel-Skulptur und oktogonaler Brunnenschale mit Plöner Stadtwappen und Jahreszahl 1236 aus Muschelkalk - Begründung: geschichtlich, künstlerisch, städtebaulich - Schutzumfang: gesamtes Objekt - Denkmaltyp: Bauliche Anlage, Sachgesamtheit: Schlossberg Plön | BW                               |
| 22311 Wikidata | Schlossgebiet (54° 9′ 22″ N, 10° 24′ 45″ O)         | Nübelallee (Linden)                   | Alteintragung (Aktualisierung vorgesehen) - Begründung: geschichtlich, städtebaulich, Kulturlandschaft prägend - Schutzumfang: Alteintragung (Aktualisierung vorgesehen) - Denkmaltyp: Bauliche Anlage | BW                               |
| 637 Wikidata   | Schlossgebiet 1 (54° 9′ 24″ N, 10° 24′ 53″ O)       | Pförtnerhaus                          | Alteintragung (Aktualisierung vorgesehen) - Begründung: Alteintragung (Aktualisierung vorgesehen) - Schutzumfang: Alteintragung (Aktualisierung vorgesehen) - Denkmaltyp: Bauliche Anlage | BW                               |
| 2202 Wikidata  | Schlossgebiet 1a (54° 9′ 23″ N, 10° 24′ 44″ O)      | Schwimmhalle                          | Alteintragung (Aktualisierung vorgesehen) - Begründung: Geschichtlich, Städtebaulich - Schutzumfang: Schwimmhalle, Außenanlagen der ehem. Schwimmhalle - Denkmaltyp: Bauliche Anlage | BW                               |
| 303 Wikidata   | Schlossgebiet 2 (54° 9′ 23″ N, 10° 24′ 42″ O)       | Inspektorenhaus                       | Alteintragung (Aktualisierung vorgesehen) - Begründung: Alteintragung (Aktualisierung vorgesehen) - Schutzumfang: Alteintragung (Aktualisierung vorgesehen) - Denkmaltyp: Bauliche Anlage | BW                               |
| 1163 Wikidata  | Schlossgebiet 3 (54° 9′ 21″ N, 10° 24′ 45″ O)       | Kommandeursvilla                      | Alteintragung (Aktualisierung vorgesehen) - Begründung: Geschichtlich, Städtebaulich - Schutzumfang: Kommandeursvilla, Garten der Kommandeursvilla - Denkmaltyp: Bauliche Anlage | weitere Fotos \| Fotos hochladen |
| 1053 Wikidata  | Schlossgebiet 3a (54° 9′ 22″ N, 10° 24′ 53″ O)      | Maschinenhaus                         | Alteintragung (Aktualisierung vorgesehen) - Begründung: Alteintragung (Aktualisierung vorgesehen) - Schutzumfang: Alteintragung (Aktualisierung vorgesehen) - Denkmaltyp: Bauliche Anlage | BW                               |
| 1342 Wikidata  | Schlossgebiet 4 (54° 9′ 22″ N, 10° 24′ 55″ O)       | Maschinenmeisterwohnhaus              | Alteintragung (Aktualisierung vorgesehen) - Begründung: Alteintragung (Aktualisierung vorgesehen) - Schutzumfang: Alteintragung (Aktualisierung vorgesehen) - Denkmaltyp: Bauliche Anlage | BW                               |
| 1341 Wikidata  | Schlossgebiet 5 (54° 9′ 19″ N, 10° 24′ 43″ O)       | Amtsgefängnis                         | Alteintragung (Aktualisierung vorgesehen) - Begründung: Alteintragung (Aktualisierung vorgesehen) - Schutzumfang: Alteintragung (Aktualisierung vorgesehen) - Denkmaltyp: Bauliche Anlage | BW                               |
| 8760 Wikidata  | Schlossgebiet 6 (54° 9′ 19″ N, 10° 24′ 42″ O)       | Waschhaus                             | Alteintragung (Aktualisierung vorgesehen) - Begründung: Alteintragung (Aktualisierung vorgesehen) - Schutzumfang: Alteintragung (Aktualisierung vorgesehen) - Denkmaltyp: Bauliche Anlage | BW                               |
| 1052 Wikidata  | Schlossgebiet 7 (54° 9′ 20″ N, 10° 24′ 41″ O)       | Marstall                              | Alteintragung (Aktualisierung vorgesehen) - Begründung: Alteintragung (Aktualisierung vorgesehen) - Schutzumfang: Alteintragung (Aktualisierung vorgesehen) - Denkmaltyp: Bauliche Anlage | BW                               |
| 8761 Wikidata  | Schlossgebiet 8 (54° 9′ 19″ N, 10° 24′ 38″ O)       | Lazarett                              | Alteintragung (Aktualisierung vorgesehen) - Begründung: Geschichtlich, Städtebaulich - Schutzumfang: Lazarett, Außenanlagen am ehem. Lazarett - Denkmaltyp: Bauliche Anlage | BW                               |
| 2207 Wikidata  | Schlossgebiet 9 (54° 9′ 20″ N, 10° 24′ 35″ O)       | Reithalle (Uhrenhaus)                 | Alteintragung (Aktualisierung vorgesehen) - Begründung: Geschichtlich, Städtebaulich - Schutzumfang: Reithalle (Uhrenhaus), Reithalle Außenraumgestaltung - Denkmaltyp: Bauliche Anlage | BW                               |
| 1299 Wikidata  | Schlossgebiet 10 (54° 9′ 15″ N, 10° 24′ 33″ O)      | Prinzenhaus                           | Das ehemalige Lustschloss wurde 1750/1751 erbaut. Im Jahre 1896 kamen zwei Wohnflügel hinzu, sie wurden von den preußischen Prinzen genutzt. Nach einem Leerstand ab 1997 wurde das Haus bis 2003 saniert. Heute befindet sich hier eine Dauerausstellung, und es finden Konzerte statt. Alteintragung (Aktualisierung vorgesehen) - Begründung: Alteintragung (Aktualisierung vorgesehen) - Schutzumfang: Alteintragung (Aktualisierung vorgesehen) - Denkmaltyp: Bauliche Anlage                  | weitere Fotos \| Fotos hochladen |
| 8762 Wikidata  | Schlossgebiet 11 (54° 9′ 17″ N, 10° 24′ 32″ O)      | Oekonomie (Gärtnerhaus)               | Alteintragung (Aktualisierung vorgesehen) - Begründung: Alteintragung (Aktualisierung vorgesehen) - Schutzumfang: Alteintragung (Aktualisierung vorgesehen) - Denkmaltyp: Bauliche Anlage | BW                               |
| 9778 Wikidata  | Schlossgebiet 12 (54° 9′ 17″ N, 10° 24′ 31″ O)      | Oekonomie (Mittelbau)                 | Alteintragung (Aktualisierung vorgesehen) - Begründung: Alteintragung (Aktualisierung vorgesehen) - Schutzumfang: Alteintragung (Aktualisierung vorgesehen) - Denkmaltyp: Bauliche Anlage | BW                               |
| 8763 Wikidata  | Schlossgebiet 13 (54° 9′ 17″ N, 10° 24′ 30″ O)      | Oekonomie (Pferdestall)               | Alteintragung (Aktualisierung vorgesehen) - Begründung: Alteintragung (Aktualisierung vorgesehen) - Schutzumfang: Alteintragung (Aktualisierung vorgesehen) - Denkmaltyp: Bauliche Anlage | BW                               |
| 8764 Wikidata  | Schlossgebiet 14 (54° 9′ 16″ N, 10° 24′ 29″ O)      | Wohnhaus                              | Alteintragung (Aktualisierung vorgesehen) - Begründung: Alteintragung (Aktualisierung vorgesehen) - Schutzumfang: Alteintragung (Aktualisierung vorgesehen) - Denkmaltyp: Bauliche Anlage | BW                               |
| 8765 Wikidata  | Schlossgebiet 15 (54° 9′ 20″ N, 10° 24′ 33″ O)      | Wohnhaus                              | Alteintragung (Aktualisierung vorgesehen) - Begründung: Alteintragung (Aktualisierung vorgesehen) - Schutzumfang: Alteintragung (Aktualisierung vorgesehen) - Denkmaltyp: Bauliche Anlage | BW                               |
| 1051 Wikidata  | Schlossgebiet (54° 9′ 25″ N, 10° 24′ 50″ O)         | Schloss Plön                          | Alteintragung (Aktualisierung vorgesehen) - Begründung: Geschichtlich, Städtebaulich - Schutzumfang: Schloss Plön, Schlosshof mit ehem. Brunnen - Denkmaltyp: Bauliche Anlage | weitere Fotos \| Fotos hochladen |
| 13726 Wikidata | Steinberg 1 (54° 9′ 40″ N, 10° 27′ 3″ O)            | Landhaus Sönksen                      | Landhaus Sönksen; 1924; ehem. Landhaus des Kaufmanns C. H. E. Sönksen, eingeschossiges vierteiliges Putzgebäude im historisierenden Landhausstil um einen offenen Innenhof, Frontbau vorgezogen mit Mansarddach, Dachlaterne und Eingangsvorbau mit Altan, die übrigen Baukörper mit Satteldächern - Begründung: geschichtlich, künstlerisch, städtebaulich - Schutzumfang: gesamtes Objekt - Denkmaltyp: Bauliche Anlage, Sachgesamtheit: Landhaus Sönksen                                         | BW                               |
| 13798 Wikidata | Steinberg 2 (54° 9′ 43″ N, 10° 27′ 6″ O)            | Wohnhaus Sönksen                      | ehem. Wohnhaus Sönksen; 1907; später als Gärtnerhaus genutzt, eingeschossiger Putzbau mit historisierenden Elementen mit reetgedecktem Krüppelwalmdach inmitten eines Nutzgartens, nordseitige Front mit kleinem angeschlepptem Anbau - Begründung: geschichtlich, künstlerisch, städtebaulich - Schutzumfang: gesamtes Objekt - Denkmaltyp: Bauliche Anlage, Sachgesamtheit: Landhaus Sönksen | BW                               |
| 37963          | Vierschillingsberg 21 (54° 9′ 40″ N, 10° 25′ 15″ O) | ehem. Elektrizitätswerk               | ehem. Elektrizitätswerk; 1898; Baukomplex aus Verwaltungsgebäude, einem zweigeschossigen wohnhausartigen Backsteinbau mit Kurzwalmdach und eingeschossigem Anbau, und Maschinenhalle, einem eingeschossigen Backsteinbau mit Giebelaufsätzen und Drempel - Begründung: geschichtlich, städtebaulich, technisch - Schutzumfang: gesamtes Objekt - Denkmaltyp: Bauliche Anlage | BW                               |

## Teile von baulichen Anlagen
| Objekt-ID | Lage                                                       | Offizielle Bezeichnung | Beschreibung | Bild            |
| --------- | ---------------------------------------------------------- | ---------------------- | --- | --------------- |
| 37862     | Lange Straße / Rathaustwiete (54° 9′ 28″ N, 10° 24′ 54″ O) | Schwibbogen            | Schwibbogen; 1926; eingeschossiger, pfannengedeckter Backsteinbogen mit geradem Abschluss und rundbogiger Öffnung, profilgebender Mauerwerksverband, im Scheitel Dreiecksfeld mit Malerei (Stadtwappen Plöns) - Begründung: geschichtlich, städtebaulich - Schutzumfang: gesamtes Objekt - Denkmaltyp: Teil einer baulichen Anlage | Fotos hochladen |

## Gründenkmale
| Objekt-ID      | Lage                                            | Offizielle Bezeichnung              | Beschreibung | Bild                             |
| -------------- | ----------------------------------------------- | ----------------------------------- | --- | -------------------------------- |
| 37867          | Gänsemarkt (54° 9′ 37″ N, 10° 25′ 11″ O)        | Doppeleiche                         | Doppeleiche; 1923; gepflanzt zum 75-jährigen Jubiläum der Schleswig-Holsteinischen Erhebung, mit Gedenkstein und Grüninsel - Begründung: geschichtlich, städtebaulich - Schutzumfang: gesamtes Objekt - Denkmaltyp: Gründenkmal                                                                 | Fotos hochladen                  |
| 35913          | Hans-Adolf-Straße (54° 9′ 30″ N, 10° 24′ 37″ O) | Linde zum Gedächtnis an Hans Adolf  | Linde zum Gedenken an Hans Adolf; 1885; gepflanzt zum 200-jährigen Jubiläum der Gründung der Plöner Neustadt durch den Plöner Herzog Hans Adolf (1671-1704), mit Gedenkstein und Grüninsel - Begründung: geschichtlich, städtebaulich - Schutzumfang: gesamtes Objekt - Denkmaltyp: Gründenkmal | BW                               |
| 13447          | Johannisstraße 52 (54° 9′ 28″ N, 10° 24′ 43″ O) | Kirchhof St. Johannis               | Alteintragung (Aktualisierung vorgesehen) - Begründung: geschichtlich, künstlerisch, städtebaulich, Kulturlandschaft prägend - Schutzumfang: Kirchhof, Grabmale bis 1870, Kastanienreihen - Denkmaltyp: Gründenkmal, Sachgesamtheit: Kirche St. Johannis                                        | BW                               |
| 37750          | Johannisstraße (54° 9′ 28″ N, 10° 24′ 45″ O)    | Friedenseiche                       | Friedenseiche; 1871; gepflanzt zum Ende des Deutsch-Französischen Krieges 1970–71 und zur Gründung des Deutschen Reiches, mit Gedenkstein und Grüninsel - Begründung: geschichtlich, städtebaulich - Schutzumfang: gesamtes Objekt - Denkmaltyp: Gründenkmal                                    | BW                               |
| 12698 Wikidata | Schlossgebiet (54° 8′ 50″ N, 10° 24′ 34″ O)     | Kadettenfriedhof                    | Alteintragung (Aktualisierung vorgesehen) - Begründung: geschichtlich, Kulturlandschaft prägend - Schutzumfang: gesamtes Objekt - Denkmaltyp: Gründenkmal | weitere Fotos \| Fotos hochladen |
| 13109          | Schlossgebiet (54° 9′ 23″ N, 10° 24′ 51″ O)     | Schlossberg und Schlossterrassen    | Alteintragung (Aktualisierung vorgesehen) - Begründung: geschichtlich, künstlerisch, Kulturlandschaft prägend - Schutzumfang: gesamtes Objekt - Denkmaltyp: Gründenkmal | BW                               |
| 8775           | Schlossgebiet (54° 9′ 23″ N, 10° 24′ 51″ O)     | Aussichtsterrasse (Süden)           | Alteintragung (Aktualisierung vorgesehen) - Begründung: geschichtlich, städtebaulich - Schutzumfang: gesamtes Objekt - Denkmaltyp: Gründenkmal | BW                               |
| 12697          | Schlossgebiet (54° 9′ 22″ N, 10° 24′ 46″ O)     | Lindenreihe auf der Schlossterrasse | Alteintragung (Aktualisierung vorgesehen) - Begründung: geschichtlich, städtebaulich, Kulturlandschaft prägend - Schutzumfang: gesamtes Objekt - Denkmaltyp: Gründenkmal | BW                               |
| 12695          | Schlossgebiet (54° 9′ 25″ N, 10° 24′ 51″ O)     | seitl. Abhänge mit Weinberg (Süden) | Alteintragung (Aktualisierung vorgesehen) - Begründung: geschichtlich, städtebaulich, Kulturlandschaft prägend - Schutzumfang: gesamtes Objekt - Denkmaltyp: Gründenkmal | BW                               |
| 12694          | Schlossgebiet (54° 9′ 26″ N, 10° 24′ 49″ O)     | Nördliche Schlossterrasse           | Alteintragung (Aktualisierung vorgesehen) - Begründung: geschichtlich, städtebaulich - Schutzumfang: gesamtes Objekt - Denkmaltyp: Gründenkmal | BW                               |
| 22307          | Schlossgebiet (54° 9′ 22″ N, 10° 24′ 45″ O)     | Schlossbergallee (Linden)           | Alteintragung (Aktualisierung vorgesehen) - Begründung: geschichtlich, städtebaulich, Kulturlandschaft prägend - Schutzumfang: gesamtes Objekt - Denkmaltyp: Gründenkmal | BW                               |
| 8776           | Schlossgebiet (54° 9′ 20″ N, 10° 24′ 36″ O)     | Reitplatz                           | Alteintragung (Aktualisierung vorgesehen) - Begründung: geschichtlich, städtebaulich - Schutzumfang: gesamtes Objekt - Denkmaltyp: Gründenkmal | BW                               |
| 22308          | Schlossgebiet (54° 9′ 22″ N, 10° 24′ 38″ O)     | Reitbahnallee (Linden)              | Alteintragung (Aktualisierung vorgesehen) - Begründung: geschichtlich, städtebaulich, Kulturlandschaft prägend - Schutzumfang: gesamtes Objekt - Denkmaltyp: Gründenkmal | BW                               |
| 501            | Schlossgebiet (54° 9′ 12″ N, 10° 24′ 29″ O)     | Schlossgarten mit Entrée            | Alteintragung (Aktualisierung vorgesehen) - Begründung: geschichtlich - Schutzumfang: gesamtes Objekt - Denkmaltyp: Gründenkmal | BW                               |
| 22309          | Schlossgebiet (54° 9′ 17″ N, 10° 24′ 34″ O)     | westliche Entréeallee (Linden)      | Alteintragung (Aktualisierung vorgesehen) - Begründung: geschichtlich, städtebaulich, Kulturlandschaft prägend - Schutzumfang: gesamtes Objekt - Denkmaltyp: Gründenkmal | BW                               |
| 22310          | Schlossgebiet (54° 9′ 17″ N, 10° 24′ 36″ O)     | östliche Entréeallee (Linden)       | Alteintragung (Aktualisierung vorgesehen) - Begründung: geschichtlich, städtebaulich, Kulturlandschaft prägend - Schutzumfang: gesamtes Objekt - Denkmaltyp: Gründenkmal | BW                               |
| 22312          | Schlossgebiet (54° 9′ 9″ N, 10° 24′ 30″ O)      | Wasserallee (Linden)                | Alteintragung (Aktualisierung vorgesehen) - Begründung: geschichtlich, städtebaulich, Kulturlandschaft prägend - Schutzumfang: gesamtes Objekt - Denkmaltyp: Gründenkmal | BW                               |
| 12699          | Schlossgebiet (54° 8′ 58″ N, 10° 24′ 27″ O)     | Tiergarten                          | Alteintragung (Aktualisierung vorgesehen) - Begründung: Geschichtlich, Kulturlandschaftlich, Städtebaulich, Wissenschaftlich - Schutzumfang: Tiergarten, Siebenstern - Denkmaltyp: Gründenkmal                                                                                                  | BW                               |
| 22767          | Schlossgebiet (54° 8′ 54″ N, 10° 24′ 33″ O)     | Nutzgarten auf der Halbinsel        | Alteintragung (Aktualisierung vorgesehen) - Begründung: geschichtlich, Kulturlandschaft prägend - Schutzumfang: gesamtes Objekt - Denkmaltyp: Gründenkmal | BW                               |
| 11254          | Schlossgebiet (54° 9′ 17″ N, 10° 24′ 31″ O)     | Schlossgebiet (Gesamtfläche)        | Alteintragung (Aktualisierung vorgesehen) - Begründung: Geschichtlich, Kulturlandschaftlich, Städtebaulich - Schutzumfang: Schlossgebiet (Gesamtfläche), Teilflächen des Schlossgebietes - Denkmaltyp: Gründenkmal                                                                              | BW                               |
| 12700          | Schlossgebiet 9 a (54° 9′ 16″ N, 10° 24′ 39″ O) | Schlossgärtnerei (Garten)           | Alteintragung (Aktualisierung vorgesehen) - Begründung: geschichtlich, städtebaulich - Schutzumfang: gesamtes Objekt - Denkmaltyp: Gründenkmal | BW                               |
| 19789          | Ölmühlenallee (54° 9′ 21″ N, 10° 26′ 54″ O)     | Lindenallee                         | Alteintragung (Aktualisierung vorgesehen) - Begründung: geschichtlich, städtebaulich, Kulturlandschaft prägend - Schutzumfang: gesamtes Objekt - Denkmaltyp: Gründenkmal, Sachgesamtheit: Ölmühle                                                                                               | BW                               |
| 20661          | Ölmühlenallee 6 (54° 9′ 18″ N, 10° 27′ 9″ O)    | Parkanlage                          | Alteintragung (Aktualisierung vorgesehen) - Begründung: geschichtlich, städtebaulich, Kulturlandschaft prägend - Schutzumfang: gesamtes Objekt - Denkmaltyp: Gründenkmal, Sachgesamtheit: Ölmühle                                                                                               | BW                               |

## Sonstige Denkmale
| Objekt-ID     | Lage                                            | Offizielle Bezeichnung | Beschreibung | Bild            |
| ------------- | ----------------------------------------------- | ---------------------- | --- | --------------- |
| 5466 Wikidata | Eutiner Straße 50 (54° 9′ 36″ N, 10° 25′ 32″ O) | zwei Drehkreuze        | Alteintragung (Aktualisierung vorgesehen) - Begründung: geschichtlich, künstlerisch - Schutzumfang: Alteintragung (Aktualisierung vorgesehen) - Denkmaltyp: Sonstiges Denkmal, Sachgesamtheit: Alter Friedhof | Fotos hochladen |

## Quelle
- Liste der Kulturdenkmale in Schleswig-Holstein – Kreis Plön (PDF)

- Karte mit allen Koordinaten:
- OSM |
- WikiMap